# Concert per a piano (Barber)
El Concert per a piano, op. 38, de Samuel Barber va ser encarregat per l'editorial de música G. Schirmer Inc., editor de Barber per a la major part de la seva carrera, en honor del centenari de la seva fundació. L'estrena de l'obra va ser el 24 de setembre de 1962, a les festes d'obertura de la Philharmonic Hall, ara Avery Fisher Hall, la primera sala construïda al Lincoln Center per a les Arts Escèniques, amb John Browning com a solista amb l'Orquestra Simfònica de Boston dirigida per Erich Leinsdorf. El Concert per a piano marca el zenit de l'aclamació pública de Barber.